# Ford Escort (América do Norte)
Veja também Ford Escort (Brasil) e Ford Escort (Europa)
O Escort foi o primeiro carro de tração dianteira da Ford nos Estados Unidos, sendo lançado em 1981 para substituir a versão hatch do Maverick, o Ford Pinto (1971-1980) bem como o Fiesta importado (1978-1980).
Ele também participou em corridas de rali. Até ao ano 2000, o Ford Escort, que foi produzido, foi substituído pelo Ford Focus.

## Primeira geração (1981–1986)
Substituto do Ford Pinto / Mercury Bobcat e do Ford Fiesta, que era importado desde 1978 até 1980, o Escort norte-americano foi lançado em 1981, compartilhando componentes com o Escort europeu de terceira geração. Assim como o Ford Pinto, o Escort americano também teve uma versão mais popular sob a marca Mercury, o Lynx, para além das versões de três portas e cinco portas e da station wagon. Apesar da configuração da carroceria ser praticamente a mesma, o Escort - USA tinha diferenças no seu desenho para deixá-lo mais ao gosto dos mercados locais, com linhas mais sóbrias, angulares e mais elementos cromados que o modelo europeu; enquanto o Escort MK3 europeu tinha uma identidade mais próxima à do Granada, Sierra e Corcel II, com lanternas estriadas, grade frontal estilo "veneziana", o Escort - USA tinha um desenho frontal mais próximo ao que a Ford oferecia ao mercado americano na época, com pequenos faróis emoldurados e uma grade cromada ao estilo dos demais Fords americanos. A mecânica CVH era comum a ambos, houve um 1.6, um MTX-2 de quatro marchas e o MTX-3 de câmbio manual de cinco marchas para a versão comum, cuja versão opcional automática era a ATX/FLC de três marchas. Uma versão 1.3 chegou a ser construída como protótipo, mas foi logo abortada devido à falta de potência. Em 1983 foi lançada a versão GT para o hatch de três portas (o modelo com cinco portas ainda não era disponível) com o motor 1.6 EFI de quatro cilindros, com aumento de 20cv em relação à verão comum com carburador. O Escort GT tinha câmbio manual de cinco marchas entre outros acessórios e equipamentos exclusivos. Acima do GT foi lançado o EXP no mesmo ano, com o motor 1.6 turbo de 120cv e uma bagagem de acessórios mais esportiva, esteticamente sofria maiores alterações na carroceria que o deixaram parecido com uma versão menor do Mustang fox-body da época, com teto baixo, sem grade frontal e com dois assentos; porém não obteve o mesmo sucesso que o modelo GT.

### Motorização
- 1981-1985 1.6 L (CVH 68cv)
- 1983-1985 1.6 L EFI (CVH 88cv)
- 1984-1985 2.0 L (52 hp diesel, da Mazda)
- 1983-1985 1.6 L turbocharged (CVH turbo de 120cv)

### Atualização 1986–1990
Primeira modificação no design, com menos detalhes cromados e desenho mais limpo, que o deixou parecido com um hatch japonês da época, agora o Escort - USA se aproximava mais esteticamente do Mazda 323, com o qual também tinha compartilhamento de projeto e mecânica. De 1987 para 1988 o Mercury Lynx sai de linha e é substituído pelo Mazda 323 com o nome Mercury Tracer, deixando os hatches da Ford e da Mercury mais distintos entre si ao mesmo tempo que permanece a vantagem de ambos compartilharem da mesma plataforma. [Essa plataforma foi renovada em 1990, dando origem ao Mazda Protege e serviu de base também para os próximos Escort/Tracer de 1991 a 1996.]
Em 1988 mais uma atualização estética, novos para-choques, janelas maiores e suavização das linhas e arestas da carroceria, que o deixou mais arredondado; rodas 14" no lugar das antigas de 13" para além de pequenos ajustes na transmissão. O novo modelo foi popularmente apelidado de "Escort 88,5" e permaneceu com esse desenho até 1990. Durante esse período, o Escort foi o modelo Ford mais barato disponível nos Estados Unidos sob a versão Pony, que tal como são conhecidos os "pony cars", era despojada, com acabamentos em vinil e plásticos mais baratos além da redução de peso total do carro, que confere economia de combustível, algo muito semelhante aos atuais carros populares brasileiros e argentinos.

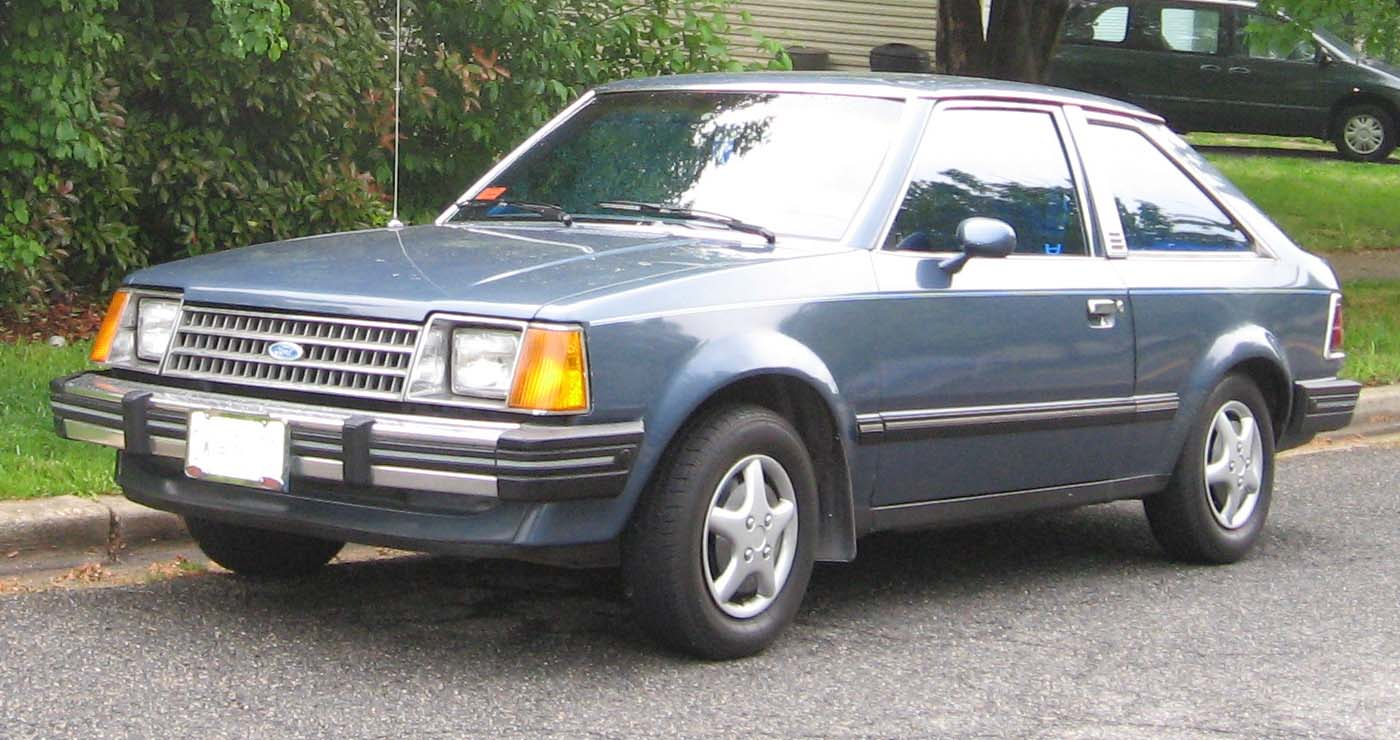
1981-1985 Ford Escort 3-portas
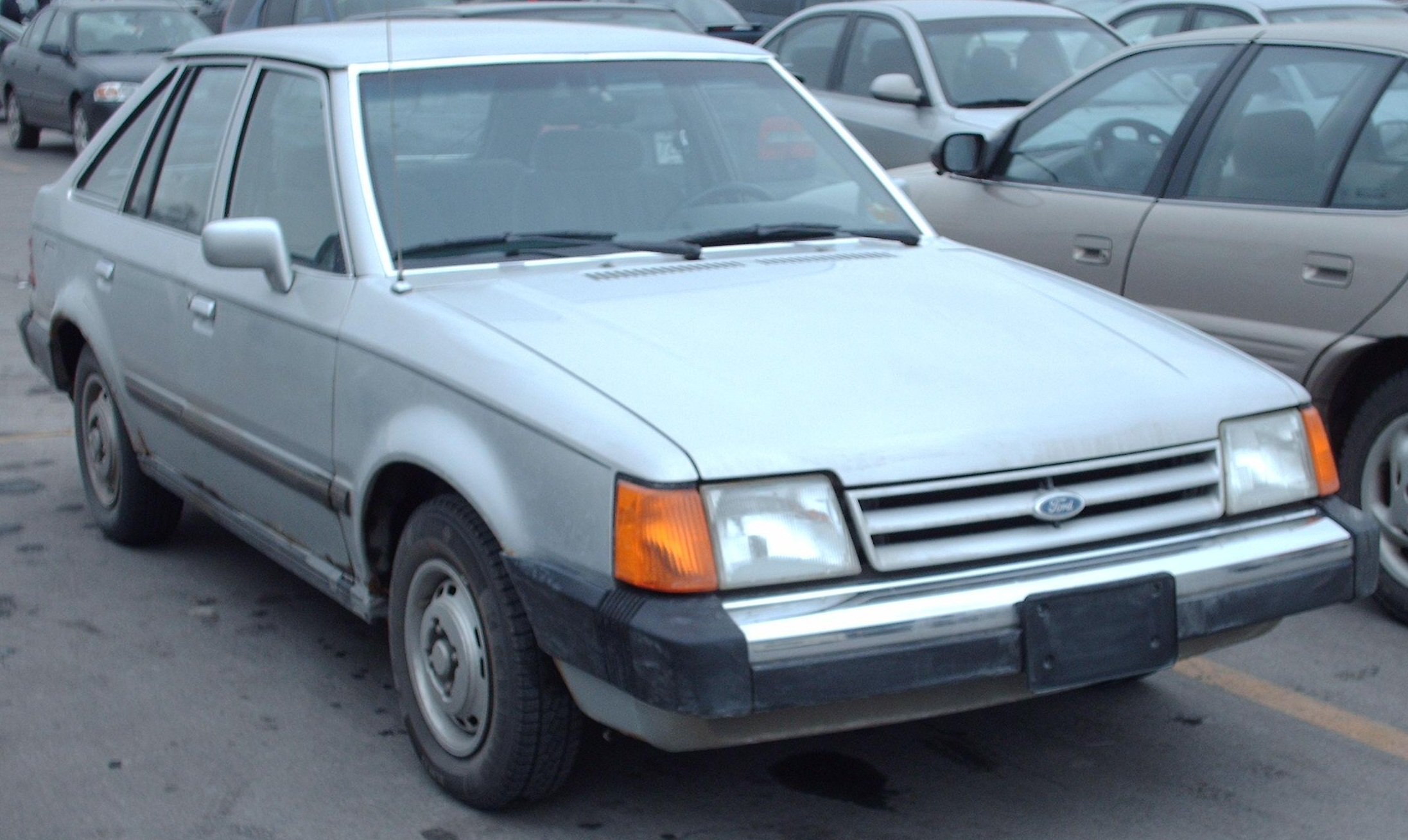
1986-1987 Ford Escort 5-portas
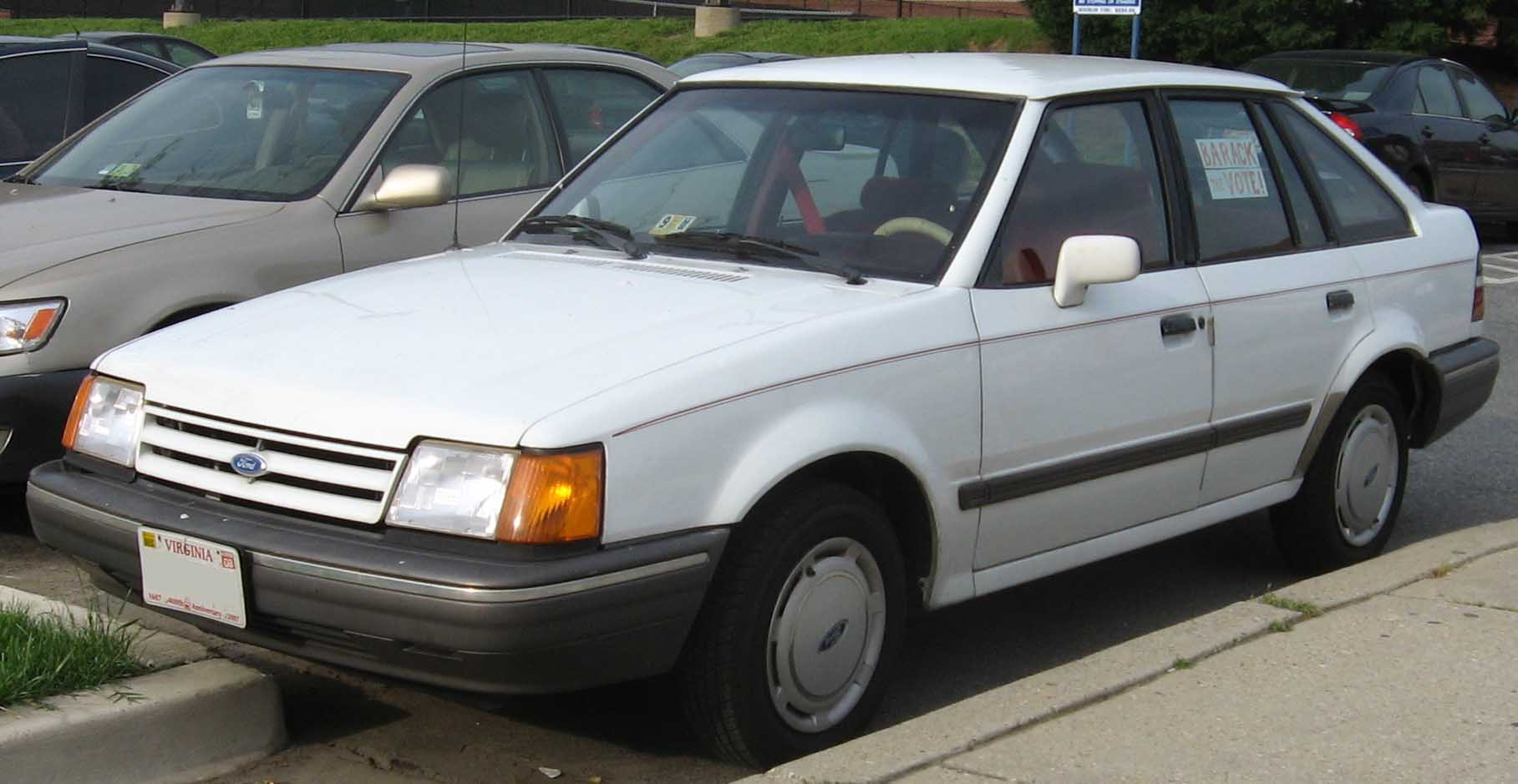
1988-1990 Ford Escort LX 5-portas
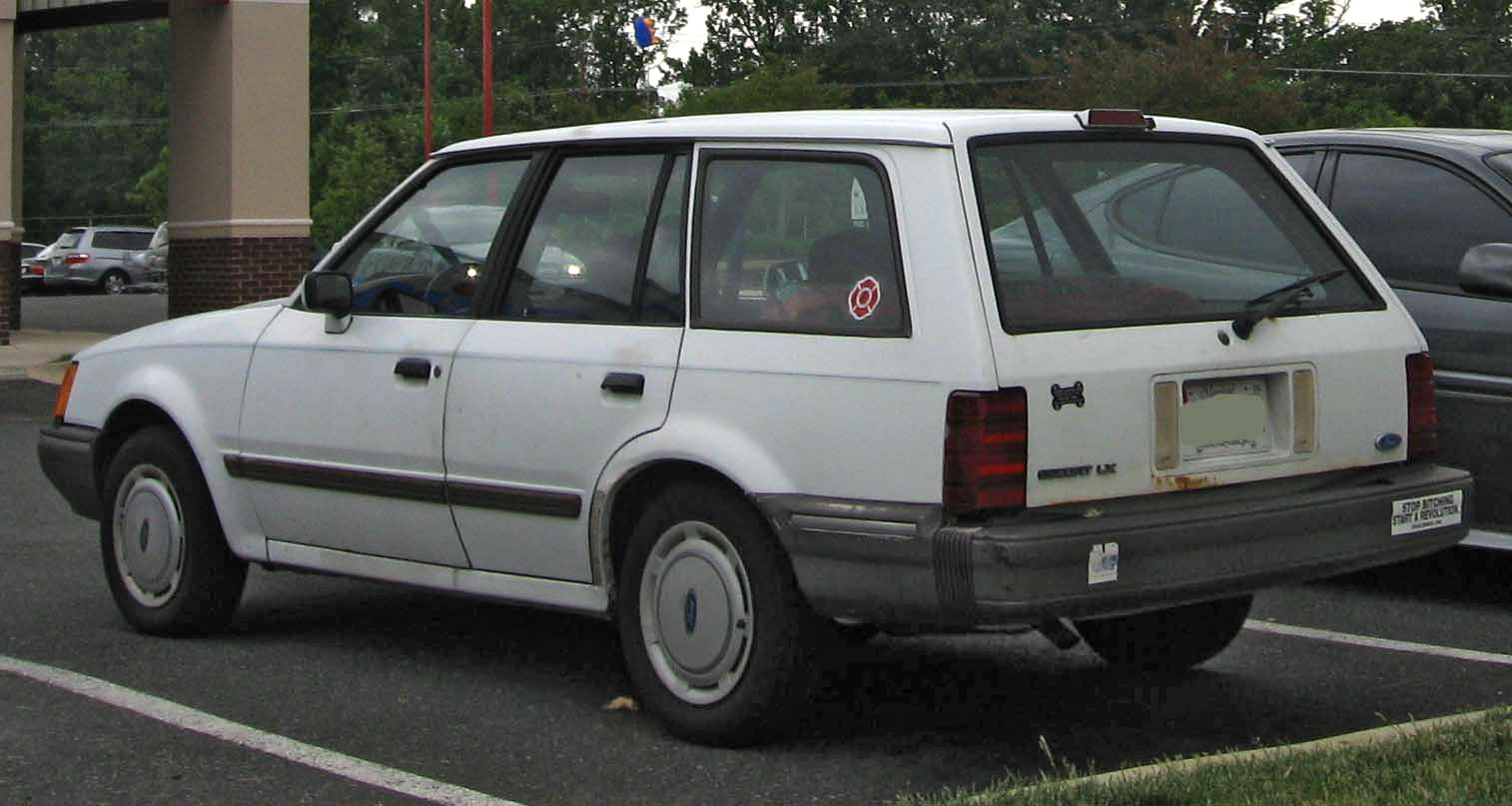
1988-1990 Ford Escort LX wagon

#### Motorização
- 1986-1988 1.9 L (CVH 86cv)
- 1988.5-1990 1.9 L (CVH 90cv)
- 1986-1988 1.9 L (CVH 108cv)
- 1988.5-1990 1.9 L (CVH 110cv)
- 1986-1987 2.0 L (52cv diesel, da Mazda)

## Segunda geração (1991–1996)
Predefinição:Infobox Automobile generation
Em 1991 o Escort norteamericano é completamente remodelado, se distanciando do modelo mundial proveniente da Ford Europa e passa então a ser feito sob a plataforma B da Mazda, de onde também saíram os modelos Mazda 323 e Protege. Como a Ford tem parceria com a Mazda nos seus desenvolvimentos, também vende na Ásia e Australasia uma versão do 323 Astina chamada Ford Laser, que substitui o antigo Escort MK2 europeu naqueles mercados. O novo design do "Escort americano" traz muita semelhança com o Ford Taurus da mesma época, os faróis ao estilo "olhos caídos" e os para-choques proeminentes dera uma aparência imponente ao compacto da Ford. Olhando de relance, a versão hatch se assemelhava ao Escort MK4 global, porém eram carros completamente distintos um do outro.
Até então o Escort - USA possuía motorizações específicas, mas a partir do modelo de 1990 passa a usar os mesmos motores disponíveis globalmente pela Ford, se diferenciando apenas na aparência da carroceria. Essa também é a geração onde a Ford adota o motor 1.9 sem distribuidor e um câmbio automático de quatro marchas controlado eletronicamente, para além de suspensões traseiras independentes, incomum em carros compactos naquela época. No entanto, as vendas do Escort - USA não eram tão animadoras, visto que hatches não eram preferidos do mercado local; a vinda do sedã em 1992, disponível em versões LX e LX-E ajudou bastante no sucesso das vendas do Escort, seu novo design ficou melhor na configuração de três volumes, que parecia uma versão compacta do Ford Taurus.
Entre 1993 e 1995 a Ford vendeu pelo mesmo preço todas as versões de entrada do Escort em qualquer configuração de carroceria. A versão Pony é encerrada em 1992, substituída pela versão básica da nova linha; em 1993 a versão LX-E, com o mesmo conjunto de acessórios da GT também é descontinuada. Em 1994 novas alterações nas caixas de roda para a adoção de aros maiores bem como o aumento da grade ao redor do emblema da Ford na grade frontal para melhor arrefecimento do motor.

### Motorização
- 1991-1996 1.9 L (1859 cc)
- 1991-1996 1.8 L (1839 cc) Mazda BP LX-E and GT

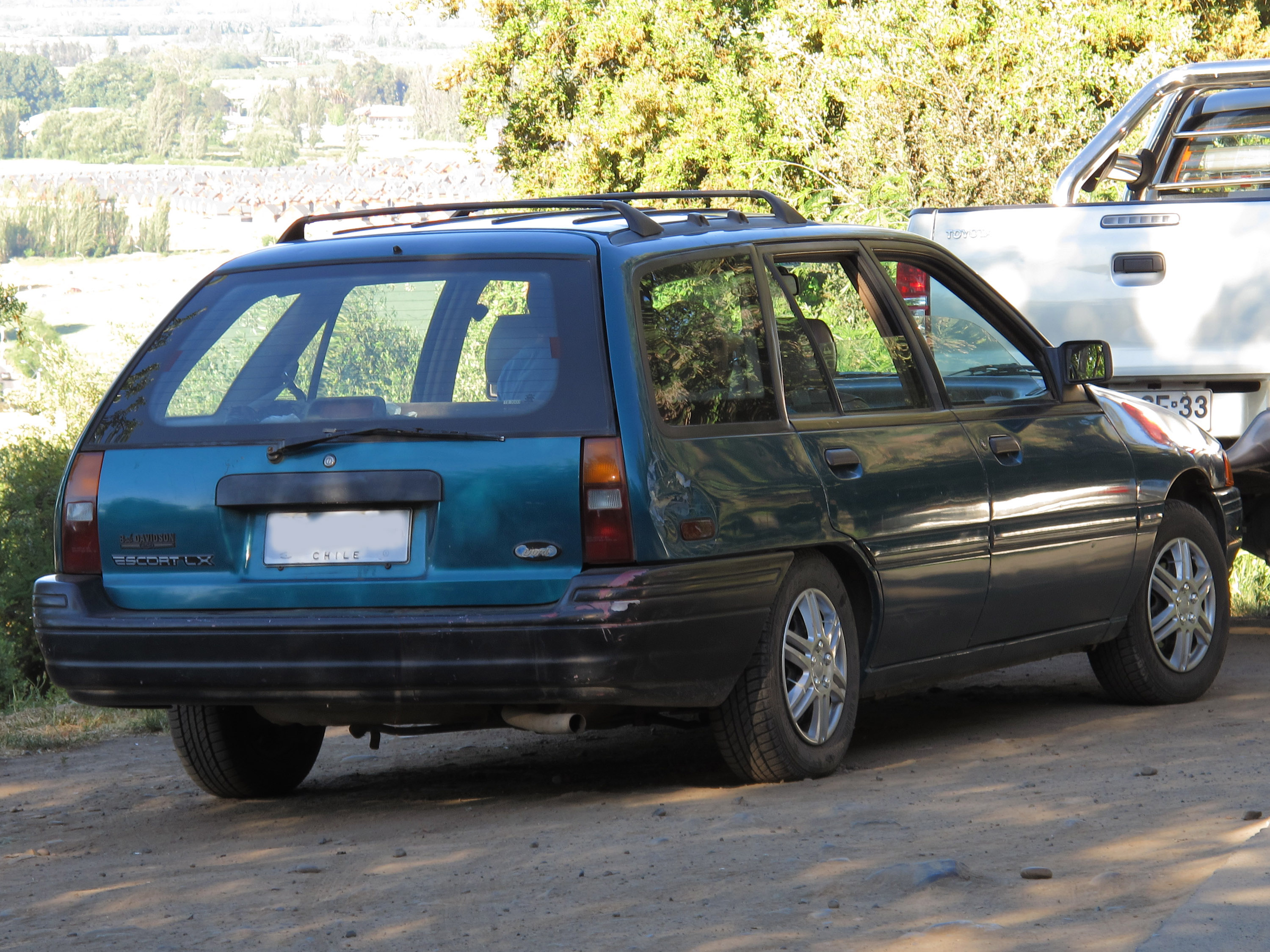
1993 Ford Escort wagon
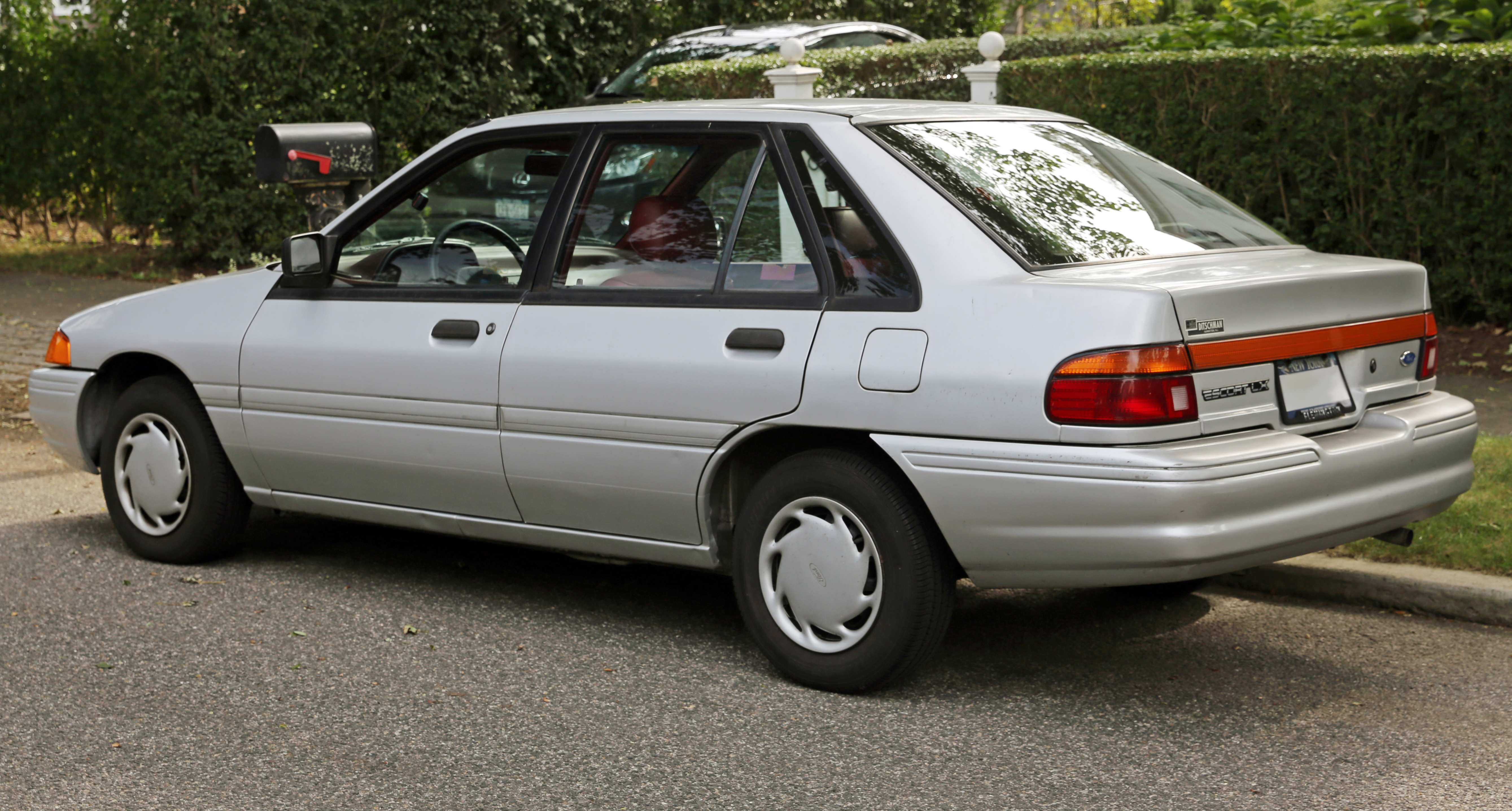
1993 Ford Escort LX 5-portas
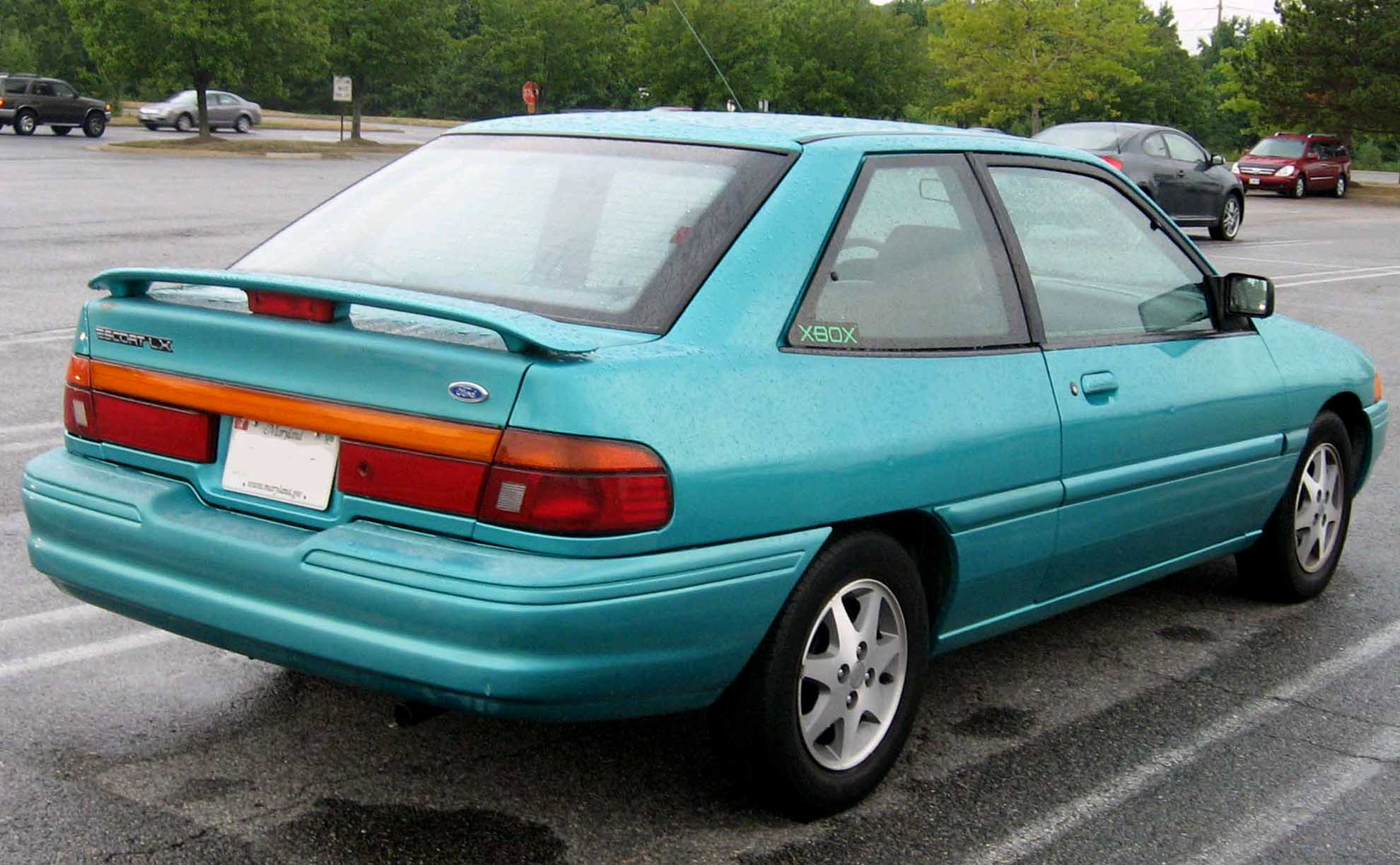
1995-1996 Ford Escort LX 3-portas

## Terceira geração (1997–2002)
Predefinição:Infobox Automobile generation
Em 1997 uma profunda reestilização para deixá-lo em sintonia com os carros da Ford da época, as versões hatch de 3 e 5 portas saem de linha e uma bela versão esportiva coupe é lançada em 1998, o Escort ZX2 que substitui tanto o antigo Escort GT como a versão Ford do Mazda Precídia MX3, o Ford Probe. Com linhas arredondades e carroceria "estufada", esse Escort parece maior que o seu antecessor, se assemelhando muito ao Mazda 323, apesar de não ter a mesma beleza deste. Na traseira, lanternas ovais alongadas que lembram às do Ford Contour; na frente, apesar do corte entre o capot e o parachoque interferir no desenho da grade, os faróis ovais são o destaque; a versão Wagon recebe a nova frente do sedã e novos parachoques, porém permanece com um estilo da carroceria muito parecido com à anterior, as pequenas e funcionais lanternas traseiras retangulares destoam das formas arredondadas do restante do carro.
Uma rara versão com rodas cromadas aro 14" entre outros acessórios foi lançada em 1999.

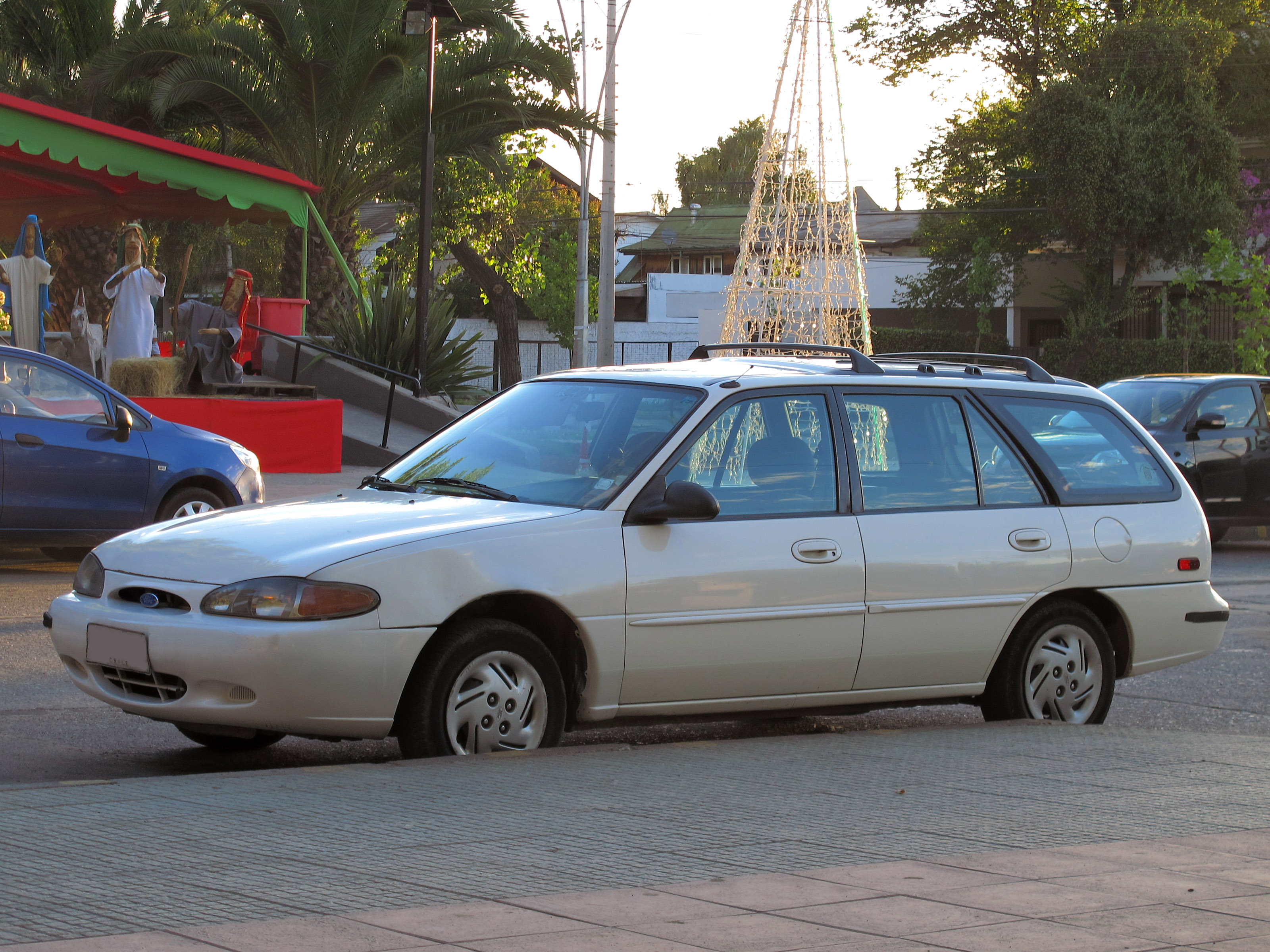
Ford Escort LX wagon

O Escort foi vendido também em uma versão Sport, assim como o seu correspondente da Mercury, o Tracer, em versões Trio ou Sport conforme o ano de produção. Os pacotes Sport/Trio incluíam rodas de liga leve, tacômetro, ponteiras de escapamento esportivas, spoilers e um discreto aerofólio.
Tanto a Escort SW como o Tracer foram descontinuados depois de 1999; o Escort sedã saiu de linha em 2002, substituído pelo Ford Focus, ano em que o ZX2 recebe um redesenho frontal entre outras modificações durante o tempo em que foi comercializado junto com o Focus.

### Motorizações
- 1997-2002 2.0 L (1986 cc) CVH SPI2000, SOHC I4, Predefinição:Convert/hp @ 5000 rpm, 125 ft·lbf (Predefinição:Convert/Nm) @ 3750 rpm, redline 5500 rpm Sedan and Wagon
- 1998-2003 2.0 L (1989 cc) Zetec, DOHC I4, Predefinição:Convert/hp @ 5750 rpm, 127 ft·lbf (Predefinição:Convert/Nm) @ 4250 rpm, redline 6500 rpm, 7200 Rpm rev cut ZX2
- 1999-2000 2.0 L (1989 cc) Zetec, DOHC I4, Predefinição:Convert/hp, 146 ft·lbf (Predefinição:Convert/Nm) ZX2 S/R

## ZX2
Predefinição:Infobox Automobile generation

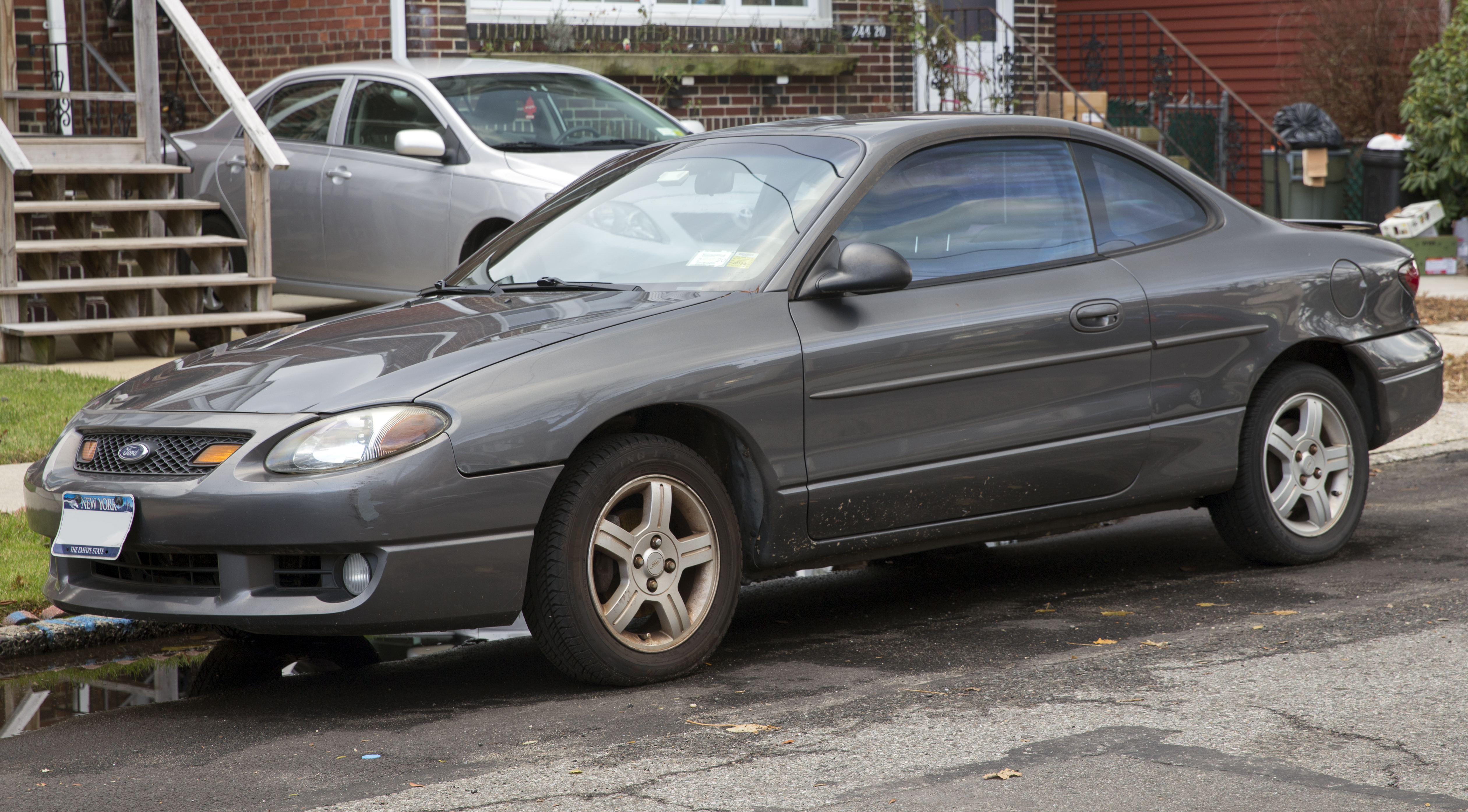
2003 Ford ZX2

A versão coupe do Escort, o Escort ZX2 recebe uma desenho bem distinto do sedã e da SW, suas linhas lembram o belo Mazda 323C e também o Ford Taurus da mesma época. Na frete, um desenho limpo e agressivo, com os refletores dos faróis separados e lanternas traseiras que vão de uma ponta a outra da carroceria. O Escort ZX2 era feito na unidade da Ford de Hermosillo, Sonora, México.
Em 1998 o Escort ZX2 coupe vinha com o 2.0L, de 130cv Zetec DOHC, não disponível para o sedã e SW. Usado no Ford Mondeo e nos seus correspondentes norteamericanos Ford Contour e Mercury Mystique, o Zetec deu uma ótima performance ao ZX2 fazendo de 0-100 pouco mais de 7 segundos, porém os modelos de 1999 e 2000 tiveram edições limitadas com melhores performances ZX2 S/R. Em 2001 o coupe do Escort passa a ser chamado apenas de ZX2, já que o Escort sedã estava prestes a sair de linha, com vendas limitadas à frotas de veículos. Em 2003 foi a vez do ZX2 sair de linha, substituído mais tarde pelos Focus ZX3, ZX4 e ZX5.

## Vendas
| Ano             | Vendas EUA |
| --------------- | ---------- |
| 1999            | 260,486    |
| 2000            | 110,736    |
| 2001            | -          |
| 2002            | 51,857     |
| 2003 (ZX2 only) | 25,473     |
| 2004 (ZX2 only) | 1,210      |